# Інститут медицини праці імені Ю. І. Кундієва НАМН України
50°25′46″ пн. ш. 30°30′40″ сх. д. / 50.4294° пн. ш. 30.511° сх. д.
Державна установа «Інститут медицини праці імені Ю. І. Кундієва Національної академії медичних наук України» — науково-дослідний інститут, заснований у 1928 році в Києві. 
Інститут названо на честь Ю. І. Кундієва (02.10.1927 — 17.01.2017) — академіка НАН України та НАМН України, директора Інституту (1964 — 2017).

## Історія
В 1926 році у Києві відкрито перше Науково-дослідницьке відділення робочої медицини Київського Окрздороввідділу ("Робмед") (очолював — Шур Б. Я.). Яке у листопаді 1928 році реорганізовано у Київський інститут гігієни праці та профзахворювань (знаходився в підпорядкуванні Міністерства охорони здоров'я УРСР). 
В 1992 році Інститут було перейменовано в "Інститут медицини праці" (знаходився в підпорядкуванні Міністерства охорони здоров'я України), а  1993 р. — підпорядкований новоствореній Академії медичних наук України.
В 2017 р. Інституту було присвоєно ім'я академіка Кундієва Юрія Ілліча (Постанова Президії НАМН України від 22.06.2017 р. №5/4).

## Директори Інституту
- Шур Борис Яковлевич  [Архівовано 7 травня 2018 у Wayback Machine.], лікар (1928 —  1929), науковий консультант Чаговець Василь Юрійович, академік НАН УРСР, д.мед.н., професор (1928 — 1939).
- Горев Веніамін Петрович, к.мед.н., доцент (1930 — 1939).
- Шахбазян Гайк Хачатурович, д.мед.н., професор (1939 — 1941).

В період окупації м. Києва (19.09.1941 - 06.11.1943), під час Другої світової війни, Інститут був ліквідований (не був евакуйований)
- Вітте Микола Карлович, д.мед.н., професор (1944 — 1946).
- Шахбазян Гайк Хачатурович, член-кореспондент АМН СРСР, д.мед.н., професор (1946 — 1952).
- Медведь Левко Іванович, академік АМН СРСР, д.мед.н., професор  (1952 — 1964).
- Кундієв Юрій Ілліч, академік НАН України, академік НАМН України, член-кореспондент АМН СРСР, д.мед.н., професор (1964 — 2017).
- Чернюк Володимир Іванович, член-кореспондент НАМН України, д.мед.н., професор (2017 — 2020).
- в.о. генерального директора Божук Богдан Степанович, член-кореспондет НАН ВО України, к.мед.н., доцент (з жовтня 2024)

## Кадровий склад
В теперішній час в Інституті працює 250 співробітників, з них 16 докторів та 41 кандидат наук, 1 член-кореспондент НАМН України (Нагорна Антоніна Максимівна )

## Клінічна база
Інститут має клінічну базу (80 ліжок), що дозволяє щорічно проводити обстеження та лікування до 2000 хворих на професійні хвороби. У поліклінічному відділенні щорічно отримують допомогу понад 4500 хворих.
На базі клініки інституту працює Профпатологічний центр МОЗ  України, який здійснює методичне керівництво клініками профзахворювань профільних НДІ та відділеннями професійних захворювань обласних лікарень, забезпечує впровадження у практику нових методів діагностики та лікування  професійних хвороб.

## Вчена рада
З 1976 року на базі Інституту працює Спеціалізована Вчена Рада з захисту докторських та кандидатських дисертацій з медичних та біологічних наук, за спеціальністю «гігієна та професійна патологія». В Спеціалізованій Вченій Раді, за весь час, захищено 335 дисертацій (88 докторських та 247 кандидатських).